# 오타고 지방

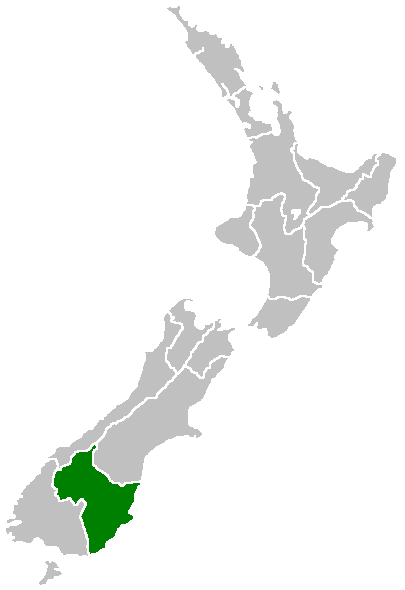
오타고 지방의 위치

오타고 지방(Otago Region)는 뉴질랜드 남섬 남동부에 위치한 지역이다. 주변 면적은 31,241km2, 주변 인구는 198,300명(2006년)이다. 더니딘 시, 센트럴 오타고 구, 클루타 구(사우스 오타고), 퀸스타운 레익스 구, 와이타키 구 5개 행정구역으로 구성된다. 중심 도시는 더니딘이다.

## 행정 구역
오타고 지방 의회는 더니딘에 있으며, 오타고에는 5개의 행정구가 있다.
- 더니딘 시 (Dunedin City)
- 퀸스타운레익스 구 (Queenstown-Lakes District)
- 센트랄 오타고 구 (Central Otago District)
- 클루타 구 (Clutha District)
- 와이타키 구 (Waitaki District)

## 도시
| - 더니딘 - 퀸스타운 - 와나카 - 알렉산드라 - 크롬웰 - 오마루 | - 발클루사 - 브라이턴 - 밀턴 - 모즈길 - 와이코우아이티 - 레이크헤이스 |

## 인구
| 연도  | 인구    | ±% p.a. |
| ----- | ------- | ------- |
| 1991  | 177,525 | —       |
| 1996  | 185,085 | +0.84%  |
| 2001  | 181,542 | −0.39%  |
| 2006  | 193,803 | +1.32%  |
| 2013  | 202,470 | +0.63%  |
| 2018  | 225,186 | +2.15%  |
| 출처: |         |         |